# Europas stora kurorter
Europas stora kurorter är ett världsarv som omfattar elva historiska kurbadorter i Europa. De upptogs som exempel på den internationella kurbadkultur som uppstod under början av 1700-talet och pågick fram till och med mellankrigstiden. Under denna epok uppstod stora turistorter med byggnader typiska för kurverksamheten. Följande städers historiska kurbadorter ingår i världsarvet:
- Spa, Belgien
- Vichy, Frankrike
- Montecatini Terme, Italien
- Bath, Storbritannien
- Františkovy Lázně, Tjeckien
- Karlovy Vary, Tjeckien
- Mariánské Lázně, Tjeckien
- Bad Ems, Tyskland
- Baden-Baden, Tyskland
- Bad Kissingen, Tyskland
- Baden bei Wien, Österrike